# Beurville
Beurville és un municipi francès situat al departament de l'Alt Marne i a la regió del Gran Est. L'any 2007 tenia 106 habitants.

## Demografia

### Població
El 2007 la població de fet de Beurville era de 106 persones. Hi havia 56 famílies de les quals 20 eren unipersonals (4 homes vivint sols i 16 dones vivint soles), 20 parelles sense fills i 16 parelles amb fills.
La població ha evolucionat segons el següent gràfic:
Habitants censats

### Habitatges
El 2007 hi havia 80 habitatges, 53 eren l'habitatge principal de la família, 16 eren segones residències i 12 estaven desocupats. 79 eren cases i 1 era un apartament. Dels 53 habitatges principals, 40 estaven ocupats pels seus propietaris, 7 estaven llogats i ocupats pels llogaters i 6 estaven cedits a títol gratuït; 2 tenien una cambra, 6 en tenien dues, 9 en tenien tres, 10 en tenien quatre i 26 en tenien cinc o més. 36 habitatges disposaven pel capbaix d'una plaça de pàrquing. A 29 habitatges hi havia un automòbil i a 19 n'hi havia dos o més.

### Piràmide de població
La piràmide de població per edats i sexe el 2009 era:
| Homes | Edats   | Dones |
| ----- | ------- | ----- |
| 0     | 95 o +  | 0     |
| 0     | 90 a 94 | 0     |
| 0     | 85 a 89 | 0     |
| 0     | 80 a 84 | 4     |
| 0     | 75 a 79 | 4     |
| 4     | 70 a 74 | 8     |
| 12    | 65 a 69 | 4     |
| 0     | 60 a 64 | 4     |
| 0     | 55 a 59 | 0     |
| 0     | 50 a 54 | 0     |
| 12    | 45 a 49 | 0     |
| 0     | 40 a 44 | 12    |
| 8     | 35 a 39 | 0     |
| 4     | 30 a 34 | 4     |
| 4     | 25 a 29 | 0     |
| 0     | 20 a 24 | 8     |
| 8     | 15 a 19 | 4     |
| 4     | 10 a 14 | 16    |
| 0     | 5 a 9   | 8     |
| 0     | 0 a 4   | 4     |

## Economia
El 2007 la població en edat de treballar era de 70 persones, 51 eren actives i 19 eren inactives. De les 51 persones actives 42 estaven ocupades (24 homes i 18 dones) i 10 estaven aturades (5 homes i 5 dones). De les 19 persones inactives 6 estaven jubilades, 2 estaven estudiant i 11 estaven classificades com a «altres inactius».

### Ingressos
El 2009 a Beurville hi havia 52 unitats fiscals que integraven 111,5 persones, la mediana anual d'ingressos fiscals per persona era de 13.691 €.

### Activitats econòmiques
Dels 2 establiments que hi havia el 2007, 1 era d'una empresa de comerç i reparació d'automòbils i 1 d'una empresa de serveis.
L'any 2000 a Beurville hi havia 6 explotacions agrícoles.

## Poblacions més properes
El següent diagrama mostra les poblacions més properes.